# Polyschema larviforme
Polyschema larviforme är en svampart som först beskrevs av Fairm., och fick sitt nu gällande namn av M.B. Ellis 1976. Polyschema larviforme ingår i släktet Polyschema, divisionen sporsäcksvampar och riket svampar.   Inga underarter finns listade i Catalogue of Life.